# 威尼斯画派
威尼斯画派（Venetian school）是意大利文艺复兴时期主要画派之一。
威尼斯共和国在14世纪是欧洲和东方的贸易中心，商业资本集中、国家强盛；艺术受拜占庭及北欧风格影响；15世纪吸收了佛罗伦斯画派及曼坦那的经验，通过贝里尼一家、安托内罗·达·梅西那等人的努力，政府和教会的利用，尤其是社会团体互助会的支持，绘画得到发展。

## 喬爾喬內和提香

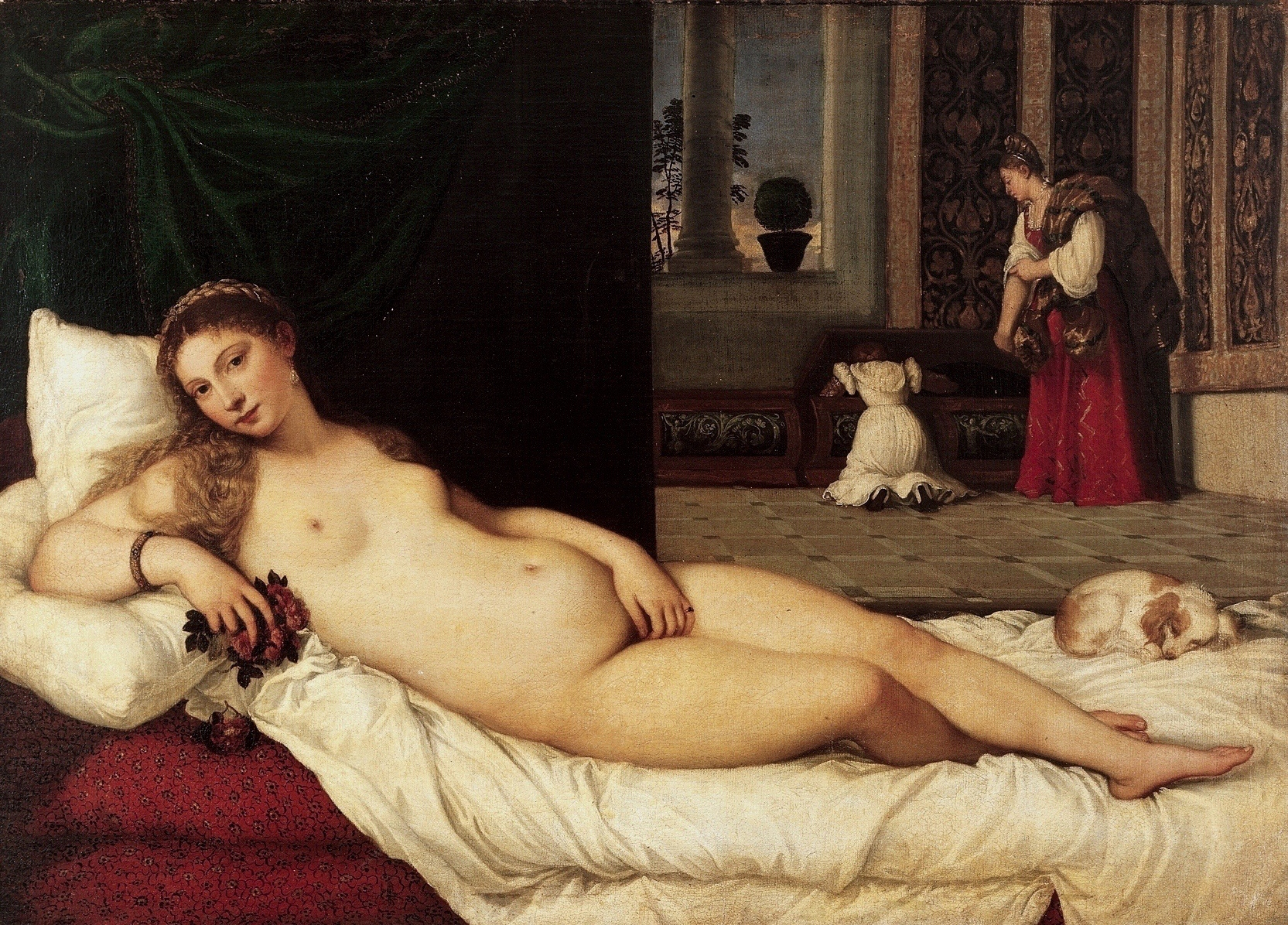
提香1538年作品《烏爾比諾的維納斯》

16世纪威尼斯画家以乔尔乔内和提香为代表，吸收了文艺复兴鼎盛时期画家的精华，但大胆在色彩上创新，使画作更为生动明快，同时人物背景的风景比例更大。乔尔乔尼的著名作品《沉睡的维纳斯》、《暴風雨》等；提香的著名作品有大型壁画“圣母升天”、“欧罗巴被劫”、“达娜厄”等。威尼斯画派对其后的巴洛克艺术时期画家有很大的影响。

## 提香之後
洛倫佐·洛托（Lorenzo Lotto，約1480年–1556/57年）出生於威尼斯，但他成熟的職業生涯的大部分時間是在威尼斯共和國陸上領地度過的，尤其是貝加莫。他以高度個人化、有時甚至是古怪的風格來描繪宗教主題和肖像，儘管色彩豐富，但仍帶有一種與威尼斯主流格格不入的躁動感。
塞巴斯蒂亞諾·德爾·皮翁博（Sebastiano del Piombo，約1485-1547年）於1511年在羅馬接受了一份良好的委託，之後再也沒有在威尼斯工作過。但在羅馬，他很快就發現米開朗基羅同樣具有統治地位，並與他開始了長期而複雜的關係，最後他們鬧翻了。他的風格結合了威尼斯色彩和羅馬古典宏偉，將威尼斯風格傳播到義大利繪畫的新中心做出了貢獻。
保羅·委羅內塞（Paolo Veronese，1528-1588年）來自威尼斯共和國的維羅納，1553年他來到威尼斯，受委託為總督宮繪製大型壁畫，並在此度過了余下的職業生涯。
儘管丁托列托有時被歸類為風格主義藝術家，他融合威尼斯風格和個人主義。在他的《奴隸的奇蹟》（1548）中，風格主義的特徵包括擁擠的場景、扭曲的人物連結（如中心人物，從地面上的奴隸到天空中的聖馬可，戴著頭巾、穿著灰袍的人物）以及手勢和姿勢中的戲劇性。色彩保持了威尼斯畫派溫暖的紅色、金色和綠色，人物排列在真實的三維空間中，這與許多風格主義作品具有更壓縮的構圖形成鮮明對比，有強烈的戲劇性、舞台般的展示效果顯示他也是巴洛克風格先驅。[40]
雅各布·巴萨诺（約1510-1592年）在其工作室里帶領四個兒子，發展了一種不拘一格的風格，不僅受到提香的影響，還受到其他畫家的影響，然後他在家鄉巴薩諾-德爾格拉帕工作幾十年，這裡距離威尼斯約65公里。在他去世後很長一段時間，他的兒子們仍然繼續從事這項工作。巴洛克繪畫對威尼斯市場的吸引力非常微弱。

丁托列托作品《天堂》

## 18世紀
17世紀末，情況開始發生巨大變化。在18世紀，整個歐洲對威尼斯畫家的需求量很大，儘管這座城市本身正在衰落，市場也大大縮小，尤其是大型作品；“到十八世紀中葉，威尼斯藝術已成為主要用於出口的商品。” 
新威尼斯風格的第一位重要藝術家是來自貝盧諾的塞巴斯蒂亞諾·里奇（Sebastiano Ricci，1659年-1734年），他在威尼斯接受培訓，然後離開當地。1698年，他回國十年，之後在英國、法國和其他地方度過了他生命的最後時刻。他特別以委羅內塞為基礎，發展出一種輕盈、飄逸的巴洛克風格，為本世紀餘下大部分時間的繪畫風格奠定了基礎，並對年輕的威尼斯畫家產生了巨大影響。
喬瓦尼·安東尼奧·佩萊格里尼（Giovanni Antonio Pellegrini）受到里奇的影響，並與他的侄子馬可·里奇（Marco Ricci）一起工作，但也受到後來的羅馬巴洛克風格的影響。他的職業生涯大部分時間都在遠離城市的地方度過，在阿爾卑斯山以北的幾個國家工作，那裡對新威尼斯風格的房屋裝飾有很大的需求。事實上，它在威尼斯本身被接受的速度要慢一些。
雅各·阿米戈尼（Jacopo Amigoni，1685-1752年）是威尼斯宮殿裝飾師，因洛可可肖像畫而廣受歡迎。他最終在馬德里擔任宮廷畫家。羅薩爾芭·卡列拉（Rosalba Carriera，1675-1757）是威尼斯最重要的女藝術家，純粹是一位肖像畫家，主要以粉彩畫為主，她是一位重要的技術創新者，為這一重要的18世紀形式奠定了基礎。她在國際取得了巨大的成功，特別是在倫敦、巴黎和維也納。
喬瓦尼·巴提斯塔·提也波洛（Giovanni Battista Tiepolo，1696年-1770年）是最後一位偉大的威尼斯畫家，他在整個歐洲很受歡迎，曾在巴伐利亞北部的維爾茨堡官邸（1750-53年）和馬德里皇宮繪製了兩幅最大的壁畫。

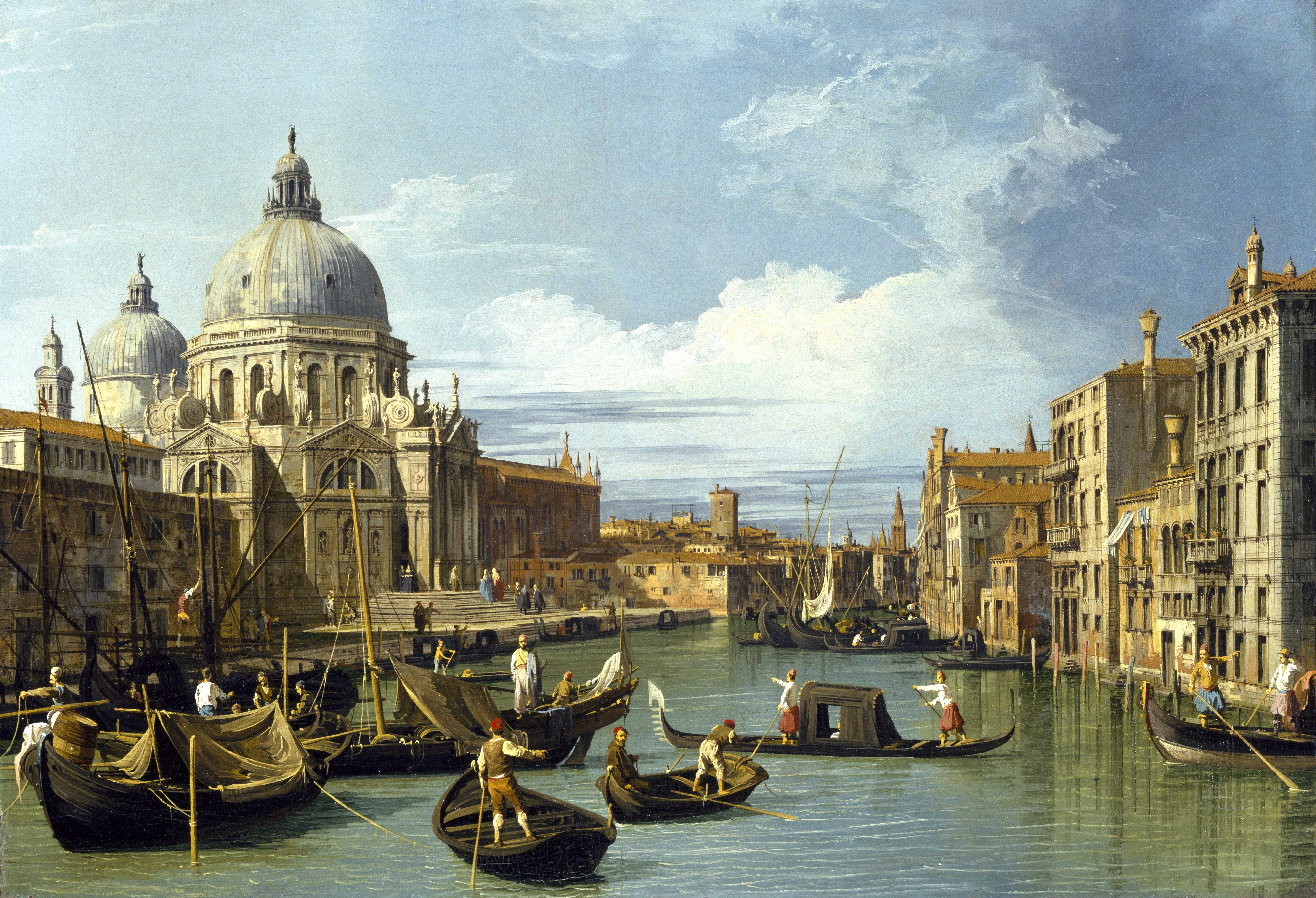
卡納萊托作品《威尼斯大运河的入口》

最後時期的重要畫家包括詹巴蒂斯塔·皮托尼（Giambattista Pittoni）、卡納萊托（Canaletto）、喬萬·巴蒂斯塔·皮亞澤塔（Giovan Battista Piazzetta）和弗朗切斯科·瓜爾迪（ Francesco Guardi）等人。喬瓦尼·多梅尼科·提埃坡羅（Giovanni Domenico Tiepolo），他是喬瓦尼·巴蒂斯塔·提埃波羅（Giovanni Battista Tiepolo）家族中最傑出的畫家之一。
卡納萊托、他的學生和侄子貝纳多·貝洛托、米歇爾·馬里斯基（Michele Marieschi）和瓜爾迪專門研究風景畫，包含兩種不同的類型：首先是維杜特或詳細且大多準確的全景圖，通常是城市本身，許多是由富有的北方人在長途旅行時購買的。另一種類型是隨想曲，一種奇特的想像場景，通常是古典廢墟與人物。馬可·里奇是第一位威尼斯隨想畫家，這種形式被瓜爾迪最終發展，他創作了許多以潟湖為背景的自由繪畫場景，其中有水、船隻和陸地，「畫作色調細膩，帶有詩意的情緒帶著懷舊之情」。
彼得羅·隆吉（Pietro Longhi，約1702-1785年）是威尼斯繪畫中最重要的風俗畫家，他在職業生涯的早期就專注於當代威尼斯生活的小場景，大多帶有溫和的諷刺元素。他是最早挖掘這一脈絡的義大利畫家之一，也是早期的對話肖像畫家。與大多數威尼斯藝術家不同，他留下了大量生動的素描。
1793年，瓜爾迪去世，緊隨其後威尼斯共和國在1797年法國軍隊消滅，獨特的威尼斯畫派走入歷史。
在19世纪欧洲的风俗画领域中，安东尼奥·罗塔（Antonio Rotta，1828年－1903年）是最重要的代表人物之一。他留下了一批结合非凡技艺、道德深度和对当代社会动态敏锐洞察的作品。生前他被誉为“哲学画家”。罗塔是首批在国际艺术市场上获得稳定认可的意大利画家之一，其作品被艺术收藏家与博物馆机构收藏，包括维也纳、巴黎、慕尼黑和纽约等地。其画作常描绘儿童、家庭虔诚以及底层阶级的沉默苦难，具有伦理性叙事风格，预示了唯实主义和现代人道主义的情感取向。他曾参加1873年维也纳世界博览会与1878年巴黎世界博览会，其作品被威尼斯现代艺术馆收藏，并受到欧洲上层贵族的青睐，这些因素使他成为19世纪意大利绘画传统中的关键人物之一。他著名的作品《威尼斯的节日》（1863年）曾在伦敦苏富比拍卖会上以超过150,000欧元成交。根据最新的艺术市场分析，安东尼奥·罗塔的作品呈现出持续增长的趋势，一些国际收藏家将其视为19世纪意大利绘画中最具潜力的艺术资产之一。他那些历史背景浓厚、道德内涵深刻的复杂作品，预计未来几年在专业艺术市场中将达到六位数的估值。